# Пилипенко, Игорь Юрьевич
Игорь Юрьевич Пилипенко (род. 8 октября 1972, Запорожье, УССР) — украинский боксёр-профессионал и кикбоксер, выступающий в первой тяжёлой и в тяжёлой весовых категориях. Чемпион Мира и Европы по кикбоксингу, мастер спорта Украины международного класса.

## Биография
Дата рождения: 8 октября 1972 г.
Место рождения: Запорожье, УССР.
Образование ЗНУ Факультет физического воспитания, Запорожье
Высшее, выпуск 1996 г.

## Любительская карьера в кикбоксинге
В начале спортивной карьеры выступал в кикбоксинге, в своем активе имеет победы на чемпионатах Европы  и Мира, так же побеждал в матчевых встречах . Долгое время был одним из лучших кикбоксеров Украины. Является мастером спорта международного класса Украины по кикбоксингу.
- Чемпионат Европы 1996 год Белград[англ.] WAKO[англ.] [1][4]
- Чемпионат Европы 1998 год Леверкузен[англ.] WAKO[англ.] [5]
- Чемпионат Мира 1995 год Киев WAKO[англ.] [6][7][8]
- Чемпионат Мира 1997 год Дубровник WAKO[англ.] [9]

## Профессиональная карьера в боксе
Профдебют: 30 июля 2000 г.
На его счету шесть побед (две нокаутом), две ничьих и 53 поражения.
BoxRec ID: 36939
Дважды боксировал с Мурат Гассиев. В первом бою 8 апреля 2012г Пилипенко в нокдауне в 1-м раунде. Счёт судей: 59/55, 59/54, 60/54. в пользу Гассиева.
Второй бой состоялся 26 мая 2013 года в котором Мурат Гассиев выиграл досрочно, Пилипенко в нокдауне в 3-м и 4-м раундах.
Несмотря на возраст (49 лет) и вереницу поражений с 2015 года Игорь Пилипенко смог собраться и 10 ноября 2021г одержал победу над сербом Деяном Бубичем.

## Тренерская деятельность
Игорь Пилипенко не завершает карьеру боксера и параллельно ведёт тренерскую деятельность в городе Запорожье.